# Ђиронико ал Монте (Комо)
Ђиронико ал Монте је насеље у Италији у округу Комо, региону Ломбардија.
Према процени из 2011. у насељу је живело 71 становника. Насеље се налази на надморској висини од 419 м.